# Kids United
Kids United fue un grupo de música pop francés, formado por Alejandro Cuello y niños y jóvenes adolescentes. Se formó en 2015 como parte de una campaña de UNICEF de Francia para versionar «las canciones más hermosas que celebran la paz y la esperanza».
Cuando se conformó el grupo, este estaba formado por seis integrantes de entre ocho y quince años: Carla, Erza, Esteban, Gabriel, Gloria y Nilusi. La composición del grupo evolucionó con las salidas de Carla (en 2016) y Nilusi (quien anunció su salida en diciembre de 2017, pero participó en conciertos hasta febrero de 2018). Desde marzo de 2018, los cuatro miembros restantes de Kids United han estado acompañados en su gira por dos vocalistas más: Dylan e Ilyana. En mayo de 2018, la producción anunció una nueva generación de Kids, denominada Kids United New Generation (o KUNG), que constaba de Gloria y cuatro nuevos miembros: Dylan, Ilyana, Nathan y Valentina.
El primer sencillo de Kids United, "On écrit sur les murs" (2015), así como sus dos primeros álbumes, Un monde meilleur (2015) y  Tout le bonheur du monde (2016), fueron discos de diamante certificados por el Syndicat National de l'Édition Phonographique, con más de 500 000 ejemplares vendidos (hasta octubre de 2017, el primer álbum había vendido más de 745 000 copias). El primer álbum se mantuvo cuatro semanas en la primera posición de las listas musicales francesas en primavera de 2016 y el segundo fue directamente al número uno en agosto. El 17 de febrero de 2017, se lanzó un álbum en vivo titulado Le Live, seguido el 18 de agosto por el tercer álbum de estudio, Forever United. El tercer álbum debutó, una vez más, en el número uno de la lista de álbumes de Francia. Fue certificado triple platino por más de 300 000 copias vendidas hasta febrero de 2018. El cuarto álbum de estudio y el primero de la Nueva Generación, titulado Au bout de nos rêves, fue lanzado el 17 de agosto de 2018 y también entró directamente en el número uno de las listas musicales. El último disco, L'Hymne de la vie, fue publicado el 1 de noviembre de 2019 y fue certificado disco de oro. El 22 de junio de 2021, se anunció la disolución del grupo.
Hasta la fecha, Kids United cuenta con más de dos millones de suscriptores y ha acumulado más de mil millones de visitas en YouTube.

## Discografía

### Álbumes de estudio
| Título                                    | Detalles | Posiciones en listas musicales | Posiciones en listas musicales | Posiciones en listas musicales | Posiciones en listas musicales |
| Título                                    | Detalles | FRA                            | BEL (Flan.)                    | BEL (Val.)                     | SUI                            |
| ----------------------------------------- | --- | ------------------------------ | ------------------------------ | ------------------------------ | ------------------------------ |
| Un monde meilleur                         | - Publicación: 20 de noviembre de 2015 - Discográfica: Play On, M6 Interactions - Formato: Descarga digital, CD | 1                              | —                              | 3                              | 6                              |
| Tout le bonheur du monde                  | - Publicación: 18 de agosto de 2016 - Discográfica: Play On, M6 Interactions - Formato: Descarga digital, CD    | 1                              | 178                            | 1                              | 2                              |
| Forever United                            | - Publicación: 18 de agosto de 2017 - Discográfica: Play On, M6 Interactions - Formato: Descarga digital, CD    | 1                              | 163                            | 1                              | 3                              |
| Nouvelle génération: Au bout de nos rêves | - Publicación: 17 de agosto de 2018 - Discográfica: Play On, Warner - Formato: Descarga digital, CD             | 1                              | —                              | 1                              | 3                              |
| Nouvelle génération: L'hymne de la vie    | - Publicación: 1 de noviembre de 2019 - Discográfica: Play On, Warner - Formato: Descarga digital, CD           | 7                              | —                              | 27                             | 36                             |

### Álbumes en vivo
| Título  | Detalles | Posiciones en listas musicales | Posiciones en listas musicales | Posiciones en listas musicales | Posiciones en listas musicales |
| Título  | Detalles | FRA                            | BEL (Val.)                     | SUI                            |                                |
| ------- | --- | ------------------------------ | ------------------------------ | ------------------------------ | ------------------------------ |
| Le Live | - Publicación: 17 de febrero de 2017 - Discográfica: Play On, M6 Interactions - Formato: Descarga digital, CD | 8                              | 1                              | 16                             |                                |

### Sencillos
| Título                                                 | Año  | Posiciones en listas musicales | Álbum                                     |
| Título                                                 | Año  | FRA                            | Álbum                                     |
| ------------------------------------------------------ | ---- | ------------------------------ | ----------------------------------------- |
| "On écrit sur les murs"                                | 2015 | 3                              | Un monde meilleur                         |
| "Imagine"                                              | 2015 | 197                            | Un monde meilleur                         |
| "Last Christmas"                                       | 2015 | 95                             | Un monde meilleur                         |
| "Qui a le droit"                                       | 2016 | 195                            | Tout le bonheur du monde                  |
| "Destin"                                               | 2016 | 58                             | Tout le bonheur du monde                  |
| "L'oiseau et l'enfant"                                 | 2016 | 58                             | Tout le bonheur du monde                  |
| "Tout le bonheur de monde" (feat. Inaya)               | 2016 | 91                             | Tout le bonheur du monde                  |
| "Chante (Love Michel Fugain)"                          | 2017 | 115                            | Chante la vie chante (Love Michel Fugain) |
| "Mama Africa" (feat. Angélique Kidjo y Youssou N'Dour) | 2017 | 76                             | Forever United                            |
| "Chacun sa route" (feat. Vitaa)                        | 2017 | 96                             | Forever United                            |
| "Pour changer le monde" (feat. LEGO)                   | 2018 | —                              | Au bout de nos reves                      |
| "La tendresse"                                         | 2018 | —                              | Au bout de nos reves                      |